# Fuente de la Salud
Fuente de la Salud es una fuente pública de la ciudad de Valladolid, España. Se encuentra en el paseo de Juan Carlos I al pie del paraje conocido como «Parque de la Fuente de la Salud». Su historia data del siglo XVI. Está construida en piedra. Es agua de manantial que vierte sobre un pilón no muy grande y tiene un solo caño.

## Historia

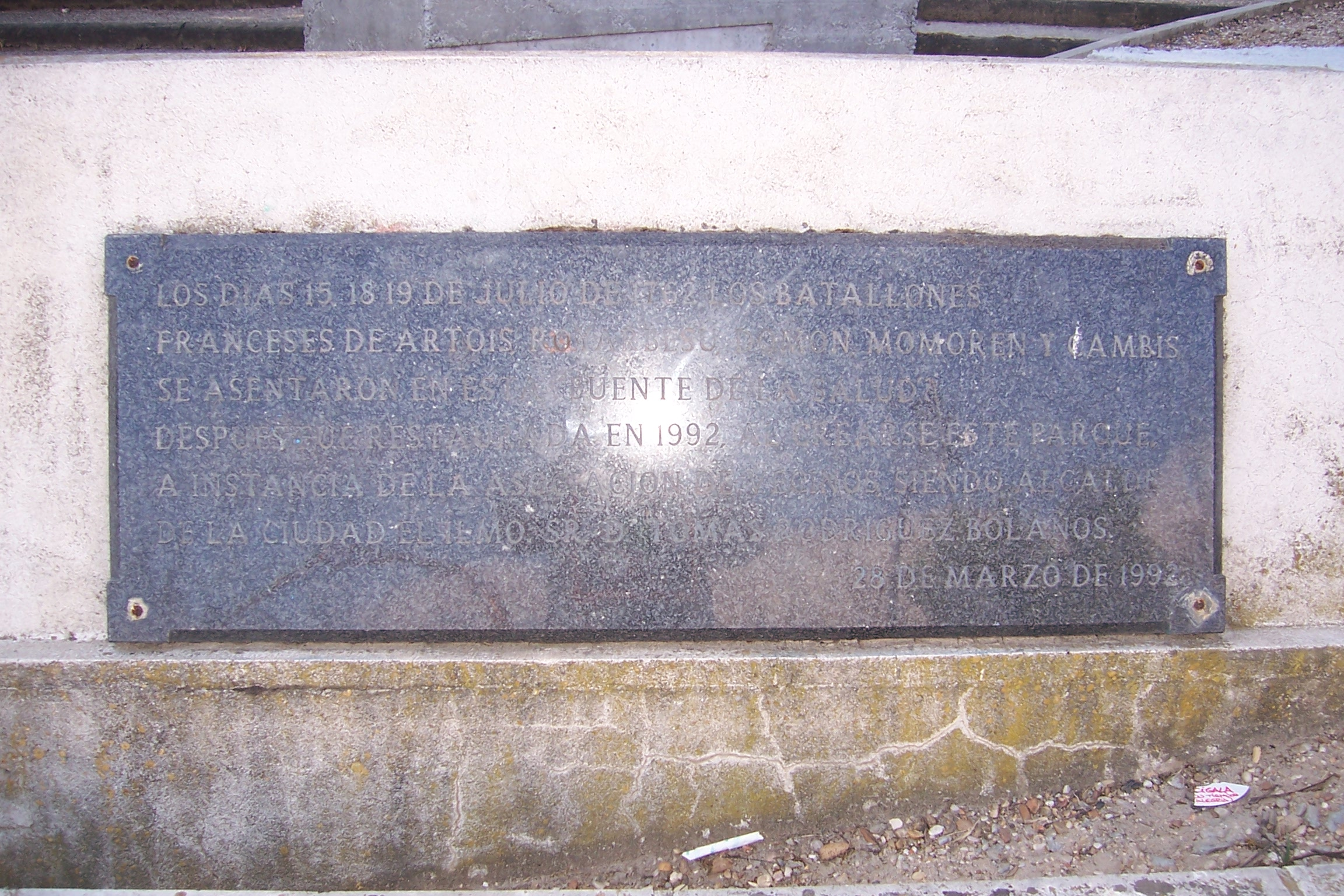
Placa ilustrativa

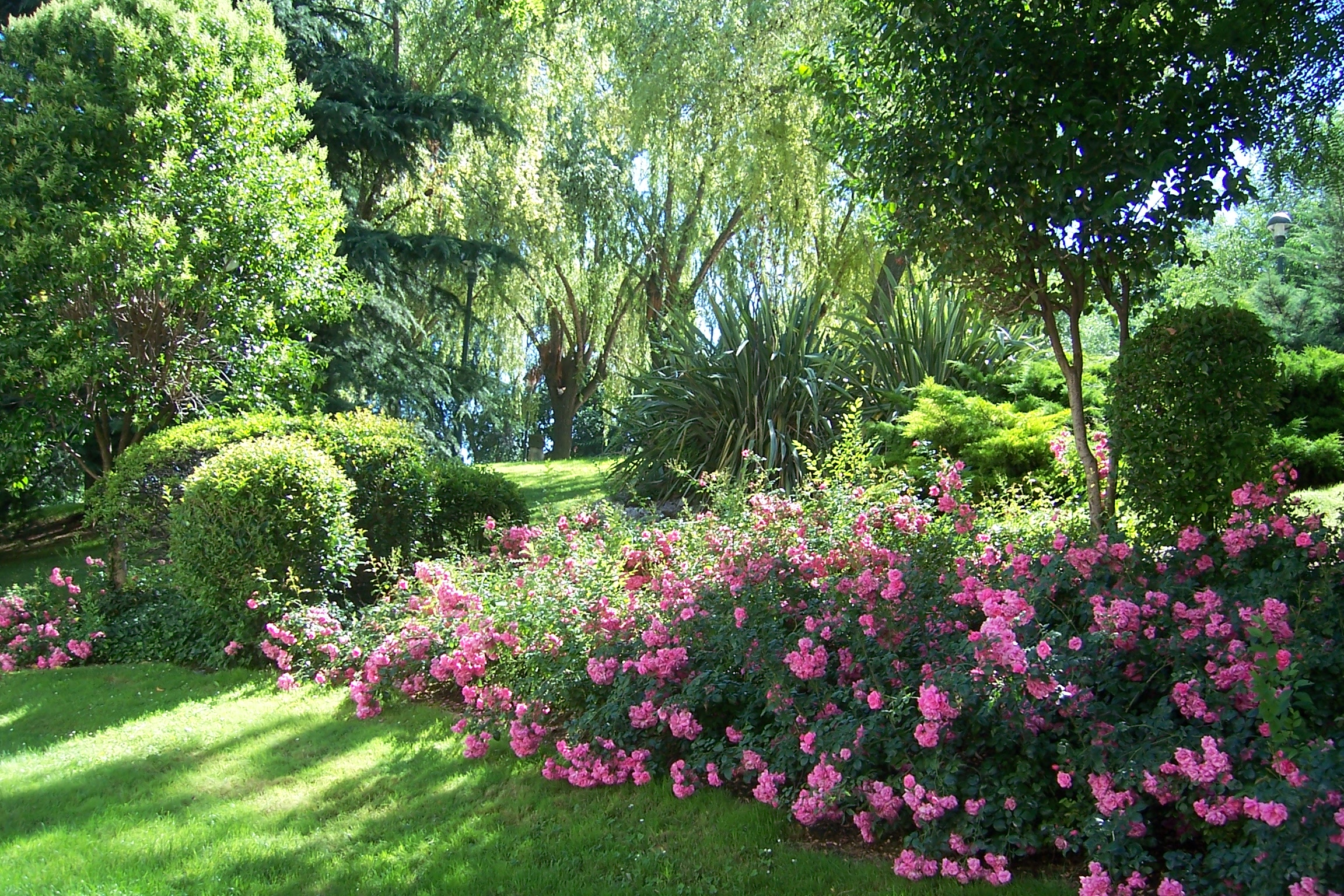
Parque de la fuente

Los legajos del año 1586 que se guardan en el Ayuntamiento dan fe de la existencia de esta fuente cuando observan la necesidad de su reparación.

...[la fuente] es de muy buena agua y necesaria para la provisión de los vecinos desta villa y hay necesidad que se repare y aderece...
Ayuntamiento

De nuevo en 1625 hubo necesidad de una buena reparación para lo cual se hizo acopio de piedra de calidad sobrante de otras arquitecturas y además se reparó el encañado, el alcantarillado y se construyó un pilón que sirvió como abrevadero. Fue entonces cuando adquirió el aspecto conservado a través de los siglos que puede verse en el siglo XXI con sus grandes paredones, el adorno de bolas y el asiento corrido hecho también en piedra.
Cuando a finales del siglo XVIII se trazó en Valladolid el paseo de san Isidro, desde la puerta de Tudela hasta la fuente, acompañado de una plantación de árboles, esta fue mucho más concurrida y solicitada y con ese motivo se volvieron a hacer obras de adecentado y limpieza de su encañado. Por entonces había una desviación de agua de este manantial hasta La Cistérniga  que no era municipio sino un arrabal de Valladolid. La importancia de esta fuente fue tal que supuso el establecimiento de una continua vigilancia a cargo de un empleado municipal con el título de «guarda y caminero del Paseo y Fuente de la Salud»; tenía su propia casilla para cobijarse.
El año 1762 dejó huella en los vallisoletanos el hecho de que unos batallones franceses se acantonaran en estos parajes. Francia y España estaban en perfecta armonía y habían firmado el Pacto de Familia. Hay en la fuente una placa que da fe del paso de un batallón francés por Valladolid acampado en este paraje:

Los días 15,18,19 de julio de 1762 los batallones franceses de Artois, Royarbesu, Domon, Momore y Cambis se asentaron en esta Fuente de la Salud. Después fue restaurada en 1992 al crearse este parque a instancias de la Asociación de Vecinos siendo alcalde de la ciudad el Ilmo Sr. D. Tomás Rodriguez Bolaños. 28 de marzo de 1992
Ayuntamiento